# Mārtiņš Sesks
Mārtiņš Sesks (Liepāja, Letonia, 18 de septiembre de 1999) es un piloto de rally letón que actualmente compite en el Campeonato Mundial de Rally a bordo de uno de los Ford Puma Rally1 de M-Sport Ford WRT.

## Trayectoria
En 2022, Sesks compitió en los rallys de Azores y Polonia con un Škoda Fabia Rally2-Kit del equipo Proracing Rally Team, terminando en unos humildes décimo y decimoséptimo puestos. A partir del Rally Liepāja, Sesks paso a formar parte del Team MRF Tyres pasando a utilizar el Škoda Fabia Rally2 evo. En su primer rally con el equipo indio, Sesks se mostró implacable, ganó todas las etapas cronometradas imponiéndose por más de un minuto a su compañero de equipo, el español Efrén Llarena. Además con la victoria (su primera en el ERC), Sesks se convirtió en el segundo local en ganar en Liepāja tras Ralfs Sirmacis en 2016.
En 2023, Sesks disputó toda la temporada como piloto del Team MRF Tyres utilizando uno de los nuevos Škoda Fabia RS Rally2. En la tercera fecha, en Polonia, Sesks tuvo una lucha de tú a tú con el líder del campeonato, Hayden Paddon, el neozelandés tuvo un pinchazo a dos etapas del final poniéndolo todo de cara para que Sesks lograra su primera victoria de la temporada. En la ronda siguiente en su casa en Liepāja, Sesks hizo buenos los pronósticos que lo daban ganador y se alzó con la victoria, ganando en su camino siete de las nueve etapas disputadas. Consiguió dos terceros puestos en el Royal Rally of Scandinavia y en el Rally Hungary en su camino a convertirse en subcampeón europeo de rally.
En 2024, Sesks volvió a ser parte de la estructura del Team MRF Tyres pero en esta temporada usando el nuevo Toyota GR Yaris Rally2. El 22 de abril se anunció que Sesks con el apoyo del promotor del WRC y del M-Sport Ford WRT, pilotaría uno de los Ford Puma Rally1 en los rallys de Polonia y en casa en Letonia.
Tras sus destacadas actuaciones en Polonia y Letonia, Sesks contó nuevamente con el apoyo apoyo del promotor del WRC para disputar el Rally de Chile nuevamente con un Ford Puma Rally1 sin propulsión híbrida.

## Victorias

### Victorias en el JWRC
| # | Rally                           | Temp. | Copiloto       | Automóvil          |
| - | ------------------------------- | ----- | -------------- | ------------------ |
| 1 | 10. Rally Estonia               | 2020  | Renars Francis | Ford Fiesta Rally4 |
| 2 | 54.º Vodafone Rally de Portugal | 2021  | Renars Francis | Ford Fiesta Rally4 |

### Victorias en el ERC
| # | Rally                                    | Temp. | Copiloto       | Automóvil              |
| - | ---------------------------------------- | ----- | -------------- | ---------------------- |
| 1 | 10. Tet Rally Liepāja                    | 2022  | Renars Francis | Škoda Fabia Rally2 evo |
| 2 | 79. Orlen Rajd Polski - Rally Poland     | 2023  | Renars Francis | Škoda Fabia RS Rally2  |
| 3 | 11. Tet Rally Liepāja                    | 2023  | Renars Francis | Škoda Fabia RS Rally2  |
| 4 | 81. Orlen Oil Rally Poland - Rajd Polski | 2025  | Renars Francis | Škoda Fabia RS Rally2  |

## Resultados

### Campeonato Mundial de Rally
| Año  | Equipo                   | Automóvl           | 1   | 2      | 3      | 4       | 5      | 6       | 7       | 8      | 9      | 10  | 11     | 12  | 13  | 14    | Pos. | Puntos |
| ---- | ------------------------ | ------------------ | --- | ------ | ------ | ------- | ------ | ------- | ------- | ------ | ------ | --- | ------ | --- | --- | ----- | ---- | ------ |
| 2018 | Mārtiņš Sesks            | Opel Adam R2       | MON | SWE    | MEX    | FRA     | ARG    | POR     | ITA     | FIN    | GER 36 | TUR | GBR    | ESP | AUS |       | -    | 0      |
| 2019 | LMT Autosporta Akadēmija | Ford Fiesta R2T19  | MON | SWE 36 | MEX    | FRA Ret | ARG    | CHL     | POR     | ITA 25 | FIN 42 | GER | TUR    | GBR | ESP | AUS C | -    | 0      |
| 2020 | LMT Autosporta Akadēmija | Ford Fiesta Rally4 | MON | SWE 27 | MEX    | EST 28  | TUR    | ITA 34  | MNZ Ret |        |        |     |        |     |     |       | -    | 0      |
| 2021 | LMT Autosporta Akadēmija | Ford Fiesta Rally4 | MON | ART    | CRO 19 | POR 25  | ITA    | SAF     | EST 23  | BEL 58 | GRE    | FIN | ESP 48 | MNZ |     |       | -    | 0      |
| 2024 | M-Sport Ford WRT         | Ford Puma Rally1   | MON | SWE    | SAF    | CRO     | POR    | ITA     | POL 5   | LAT 7  | FIN    | GRE | CHL 24 | EUR | JPN |       | 15.º | 22     |
| 2025 | M-Sport Ford WRT         | Ford Puma Rally1   | MON | SWE 6  | SAF    | ESP     | POR 15 | ITA Ret | GRE     | EST    | FIN    | PAR | CHL    | EUR | JPN | SAU   | 13.º | 8      |

### JWRC
| Año  | Equipo                   | Automóvl           | 1     | 2       | 3     | 4       | 5     | Pos. | Puntos |
| ---- | ------------------------ | ------------------ | ----- | ------- | ----- | ------- | ----- | ---- | ------ |
| 2019 | LMT Autosporta Akadēmija | Ford Fiesta R2T19  | SWE 6 | FRA Ret | ITA 5 | FIN 9   | GBR   | 10.º | 25     |
| 2020 | LMT Autosporta Akadēmija | Ford Fiesta Rally4 | SWE 2 | EST 1   | ITA 3 | MNZ Ret |       | 2.º  | 69     |
| 2021 | LMT Autosporta Akadēmija | Ford Fiesta Rally4 | CRO 2 | POR 1   | EST 3 | BEL 6   | ESP 6 | 3.º  | 93     |

### ERC
| Año  | Equipo                       | Automóvl               | 1       | 2       | 3     | 4      | 5      | 6       | 7      | 8      | 9      | 10  | Pos. | Puntos |
| ---- | ---------------------------- | ---------------------- | ------- | ------- | ----- | ------ | ------ | ------- | ------ | ------ | ------ | --- | ---- | ------ |
| 2016 | LMT Autosporta Akadēmija     | Peugeot 208 R2         | ESP     | GBR     | GRE   | AZO    | BEL    | EST     | POL    | CZE    | LAT 17 | CYP | -    | 0      |
| 2017 | LMT Autosporta Akadēmija     | Peugeot 208 R2         | AZO     | ESP     | GRE   | CYP    | POL    | CZE     | ITA    | LAT 11 |        |     | -    | 0      |
| 2018 | ADAC Opel Rallye Junior Team | Opel Adam R2           | AZO 17  | ESP 19  | GRE   | CYP    | ITA 15 | CZE 15  | POL    | LAT 10 |        |     | 42.º | 1      |
| 2019 | LMT Autosporta Akadēmija     | Škoda Fabia R5         | AZO     | ESP     | LAT 3 | POL    | ITA 8  | CZE     | CYP    | HUN    |        |     | 15.º | 29     |
| 2020 | Mārtiņš Sesks                | Ford Fiesta Rally4     | ITA     | LAT Ret | POR   | HUN    | ESP    |         |        |        |        |     | -    | 0      |
| 2021 | LMT Autosporta Akadēmija     | Ford Fiesta Rally4     | POL     | LAT EX  | ITA   | CZE    | AZO    | POR     | HUN    | ESP    |        |     | -    | 0      |
| 2022 | Proracing Rally Team         | Škoda Fabia Rally2-Kit | POR     | AZO 10  | ESP   | POL 17 |        |         |        |        |        |     | 12.º | 42     |
| 2022 | Team MRF Tyres               | Škoda Fabia Rally2 evo |         |         |       |        | LAT 1  | ITA 31  | CZE    | CAT    |        |     | 12.º | 42     |
| 2023 | Team MRF Tyres               | Škoda Fabia RS Rally2  | POR 12  | ESP 8   | POL 1 | LAT 1  | SWE 3  | ITA Ret | CZE 11 | HUN 3  |        |     | 2.º  | 134    |
| 2024 | Team MRF Tyres               | Toyota GR Yaris Rally2 | HUN Ret | ESP 20  | SWE 6 | EST 14 | ITA    | CZE     | GBR    | POL    |        |     | 28.º | 17     |
| 2025 | Team MRF Tyres               | Škoda Fabia RS Rally2  | ESP     | HUN     | SWE   | POL 1  | ITA    | CZE     | GBR    | CRO    |        |     | 8.º  | 35     |